# Kanton Avignon-Ouest
Der Kanton Avignon-Ouest war von 1973 bis 2015 ein französischer Kanton des Arrondissements Avignon, im Département Vaucluse der Region Provence-Alpes-Côte d’Azur. Er umfasste einen Teil der Stadt Avignon und wurde im Rahmen einer landesweiten Neugliederung der Kantone aufgelöst.